# Pornopedia
Pornopedia é um projeto wiki sobre pornografia, erotismo e sexualidade incluindo tudo sobre este universo como atores pornôs, brinquedos sexuais, diretores filmes e livros. Foi criada pelo ator alemão Till Kraemer.

## Conteúdo
A Pornopedia não possui critérios de notabilidade e pode incluir assim qualquer biografia de uma atriz ou ator pornô. Apresenta controle de spam e vandalismo com a supervisão das contas que antes de poderem escrever qualquer coisas são vistoriadas por um administrador.

## Mídia
Em fevereiro de 2010 tornou-se mais conhecida por aperecer no tabloide europeu Bild. Desde 2009 a Pornoedia tem uma série chamada Das Porno-ABC na revista masculina Coupé com um artigo geralmente descrevendo uma posição sexual ou um fetiche.